# إيتار تاس
وكالة إيتار تاس (ИТАР-ТАСС، اختصار Информационно телеграфное агентство России-Телеграфное агентство Советского Союза، وكالة روسيا الإعلامية التلغرافية-الوكالة التلغرافية للاتحاد السوفيتي) هي وكالة الأنباء الحكومية الرئيسية في روسيا، مقرها في موسكو، كان اسمها في السابق تاس ومنذ عام 1992 تعمل هذه الوكالة تحت اسم إيتار تاس، لها شبكة اتصالات ومكاتب في الخارج تقوم على إعداد التقارير والمواضيع.

## تاريخ
كانت الوكالة منذ عام 1925 وحتى عام 1991 أي مع تفكك الاتحاد السوفياتي تعمل على جمع وتوزيع الأنباء والمعلومات على الصحف في جميع أنحاء الاتحاد السوفييتي سابقاً وعلى بلدان العالم أيضاً.

## وصلات خارجية
- موقع وكالة إتار تاس (باللغة الإنكليزية)